# Argelaguer
Argelaguer est une commune de la comarque de Garrotxa dans la province de Gérone en Catalogne (Espagne).

## Géographie
Commune située dans les Pyrénées.